# Zander Fábio
Zander Fábio Alves da Costa (Anicuns, 8 de julho de 1972), é um político brasileiro.
É formado em geografia pela Pontifícia Universidade Católica de Goiás, empresário e ex-piloto da Fórmula 200. Competiu pelo campeonato centro-oeste de marcas e pilotos.

## Trajetória Política
Iniciou na política coordenando alguns órgãos públicos: foi diretor financeiro da COMOB Habitação, diretor administrativo e financeiro da Junta Comercial do Estado de Goiás (JUCEG) e diretor financeiro da Câmara de Goiânia e foi vereador de Goiânia, eleito pelo partido então Partido Social Liberal (PSL).
Foi indicado para a Secretaria Municipal de Cultura de Goiânia, pelo Prefeito Rogério Cruz em Abril de 2021, com fortes críticas do meio artístico. "Não faltaram críticas das entidades ligadas ao setor, que debateram à época a indicação do novo Gestor"
Deixou a Secretaria Municipal de Cultura em Abril de 2024, para se candidatar a vereador.

## Controvérsias

### Caso Comob
O Tribunal de Justiça do Estado de Goiás (TJ-GO) condenou Zander Fábio em 2014 a 9 anos de prisão por peculato. A condenação se refere a um esquema de desvio de verbas na extinta Companhia de Obras do Município (Comob), da qual ele foi diretor em 2000. Além dele, o antigo diretor do órgão, o ex-vereador Amarildo Pereira, também foi condenado a 11 anos pelos mesmos crimes.

### CasoMutirama
Zander Fábio (então do partido Patriota) juntamente com o ex-presidente da Agência Municipal de Turismo (Agetul), Dário Paiva Neto, e o ex-diretor financeiro do Parque Mutirama, Geraldo Magela, e mais seis pessoas foram condenadas em 29/01/2020, por fraudes na emissão de ingressos do parque. 
A sentença da juíza Placidina Pires argumenta que os envolvidos integravam uma organização criminosa destinada a desviar dinheiro público por meio de falsificação dos ingressos e de planilhas contábeis.  
A investigação do Ministério Público de Goiás (MP-GO) apurou o dinheiro movimentado nas bilheterias do Parque Mutirama e do Zoológico de Goiânia, entre 2014 e 2017. O valor que pode ter sido desviado pela organização chega a R$ 2 milhões.
A magistrada apontou Zander como ocupante de cargo de liderança na organização. O parlamentar foi condenado a 12 anos e sete meses em regime inicialmente fechado e multa. A sentença determinou também a suspensão do exercício do mandato parlamentar, bem como o bloqueio dos bens dos dez denunciados, de forma solidária, no valor de R$ 2,1 milhões, com objetivo de ressarcir o patrimônio público.
Zander e os condenados recorreram da sentença e respondem em liberdade.
Em 2024, foi novamente condenado pelos desvios no Mutirama, a sentença de primeira instância o tornou inelegível, e condenou a devolução de R$ 717.152,70 aos cofres públicos.

### Perseguição a Servidores
Durante sua passagem pela Secretaria Municipal de Cultura (2021-2024), Zander foi acusado de perserguir servidores efetivos que não prestavam apoio político. O Caso mais emblemático foi o Afastamento do Diretor da Orquestra Sinfônica de Goiânia (OSGO), Elizeu Ferreira:
"O ex-secretário não tem noção nenhuma do papel de uma secretaria de cultura municipal e esse foi justamente o nosso desentendimento. Ele usou o cargo para benefício próprio, preparando para sua eleição de vereador", disse à época.